# (33573) Hugrace
1999 JR32 (asteroide 33573) é um asteroide da cintura principal. Possui uma excentricidade de 0.14239950 e uma inclinação de 7.67620º.
Este asteroide foi descoberto no dia 10 de maio de 1999 por LINEAR em Socorro.